# Liste der Baudenkmale in Goslar - Kaiserbleek
In der Liste der Baudenkmale in Goslar - Kaiserbleek sind alle Baudenkmale in der Straße Kaiserbleek der niedersächsischen Gemeinde Goslar aufgelistet. Die Quelle der Baudenkmale ist der Denkmalatlas Niedersachsen. Der Stand der Liste ist der 23. Oktober 2022.

## Allgemein
In den Spalten befinden sich folgende Informationen:
- Lage: die Adresse des Baudenkmales und die geographischen Koordinaten. Kartenansicht, um Koordinaten zu setzen. In der Kartenansicht sind Baudenkmale ohne Koordinaten mit einem roten Marker dargestellt und können in der Karte gesetzt werden. Baudenkmale ohne Bild sind mit einem blauen Marker gekennzeichnet, Baudenkmale mit Bild mit einem grünen Marker.
- Bezeichnung: Bezeichnung des Baudenkmales
- Beschreibung: die Beschreibung des Baudenkmales. Unter § 3 Abs. 2 NDSchG werden Einzeldenkmale und unter § 3 Abs. 3 NDSchG Gruppen baulicher Anlagen und deren Bestandteile ausgewiesen.
- ID: die Objekt-ID des Baudenkmales
- Bild: ein Bild des Baudenkmales, ggf. zusätzlich mit einem Link zu weiteren Fotos des Baudenkmals im Medienarchiv Wikimedia Commons. Wenn man auf das Kamerasymbol klickt, können Fotos zu Baudenkmalen aus dieser Liste hochgeladen werden:

Zurück zur Hauptliste
| Lage                                       | Bezeichnung                               | Beschreibung | ID       | Bild           |
| ------------------------------------------ | ----------------------------------------- | --- | -------- | -------------- |
| Kaiserbleek 51° 54′ 12″ N, 10° 25′ 39″ O   | Straßenraum                               | | 36591963 |                |
| Kaiserbleek 1 51° 54′ 12″ N, 10° 25′ 38″ O | Wohnhaus                                  | Dreigeschossiger Fachwerkbau mit Satteldach in Schieferdeckung, traufständiges Eckhaus. Fassade mit Schiefer verkleidet, rundbogiges Dälentor mit diamentierter Fase, Schlussstein mit Engelskopf; OGs leicht vorkragend; Westgiebel mit Ziegeln verkleidet. | 36529171 |                |
| Kaiserbleek 1 51° 54′ 13″ N, 10° 25′ 37″ O | Nebengebäude                              | Eingeschossiger Fachwerkbau mit Pultdach, frei stehend. Fachwerksichtige Fassade. | 36570652 |                |
| Kaiserbleek 6 51° 54′ 10″ N, 10° 25′ 32″ O | Kaiserpfalz                               | Mit dem Bau der Goslarer Kaiserpfalz wurde gegen Mitte des 11. Jh. unter Kaiser Heinrich III. begonnen, im späten 12. Jh. wurde sie unter Kaiser Friedrich I. Barbarossa weiter ausgebaut. Seit dem 14. Jh. als Gerichtsgebäude genutzt, verfiel das Gebäude seit der frühen Neuzeit und war bis zur Mitte des 19. Jh. nur noch in einem ruinösen Zustand überkommen. Ab 1868 erste Wiederaufbaumaßnahmen, ab 1873 weitergebaut nach veränderten Plänen zur Wiederherstellung nach zeitgenössischen romantischen Vorstellungen, bis 1887 unter Einbeziehung der ursprünglich frei stehenden Ulrichskapelle vollendet. Mehrgeschossiger Gebäudekomplex in Massivbauweise, bestehend aus dem zentralen Saalbau mit tonnengewölbtem EG und dem Kaisersaal im OG, der 1879-1897 vom Maler Hermann Wislicenus mit monumentalen Kaisergemälden ausgestaltet wurde. Nördlich angrenzend ein Magazinbau, der 1821–22 als Kornspeicher ausgebaut wurde und seit der Wiederherstellung der Kaiserpfalz im späten 19. Jh. als Verwaltungstrakt dient. Südlich angrenzend die wohl gegen Mitte des 12. Jh. erbaute Ulrichskapelle auf oktogonalem Grundriss, Mittelachse um 5,5 Grad von der Kaiserpfalz abweichend, nach langjähriger Nutzung als Gefängnis und baulichem Verfall ab 1875 wiederaufgebaut und 1886–87 durch einen Verbindungsgang baulich mit der Kaiserpfalz zusammengefügt. | 36595539 | Weitere Bilder |
| Kaiserbleek 6 51° 54′ 11″ N, 10° 25′ 31″ O | Brunnen                                   | Brunnen, aufgestellt 1888–89 nach einem Entwurf des preußischen Baubeamten Hermann Cuno, Regierungsbaurat der Landdrostei Hildesheim. Frei stehend auf einem kreisrunden Podest vor dem Nordgiebel der Kaiserpfalz. Flache, kreisrunde Brunnenschale auf vier massiven Füßen, mittige Stele. | 36563441 | BW             |
| Kaiserbleek 6 51° 54′ 10″ N, 10° 25′ 33″ O | Treppenanlage                             | Treppenanlage, erbaut 1889–90 nach einem Entwurf des preußischen Baubeamten Hermann Cuno, Regierungsbaurat der Landdrostei Hildesheim. Die Treppenanlage befindet sich vor der Ostfassade der bis 1887 wiederhergestellten Kaiserpfalz. Mittelsymmetrische Anlage mit zwei breiten Treppenläufen beiderseits eines mittigen, halbrunden Podestes, seitlich eingefasst durch Mauerwerkswangen mit flankierenden Postamenten, auf denen zwei Kopien des Braunschweiger Burglöwen aufgestellt sind. Eingebunden in die zeitgleiche Grünanlage durch bogenförmige Bruchsteinmauern entlang der Vorfahrt vor der Ostfassade der Kaiserpfalz. | 51582096 |                |
| Kaiserbleek 6 51° 54′ 11″ N, 10° 25′ 34″ O | Statue von Kaiser Friedrich I. Barbarossa | Reiterstandbild von Kaiser Friedrich I. Barbarossa, 1891–93 vom Bildhauer Robert Toberentz geschaffen, aufgestellt 1900 auf einem Denkmalsplatz vor der Ostfassade der bis 1887 wiederhergestellten Kaiserpfalz. Bronzeguss-Statue auf einem in Naturstein ausgeführten Postament mit der Inschrift „Friedrich I Barbarossa“. | 51582365 | Weitere Bilder |
| Kaiserbleek 6 51° 54′ 10″ N, 10° 25′ 34″ O | Statue von Kaiser Wilhelm I.              | Reiterstandbild von Kaiser Wilhelm I., 1898 vom Bildhauer Walter Schott geschaffen, aufgestellt 1900. Bronzeguss-Statue auf einem in Naturstein ausgeführten Postament mit der Inschrift „Wilhelm der Grosse“. | 51582500 | Weitere Bilder |
| Kaiserbleek 6 51° 54′ 10″ N, 10° 25′ 36″ O | Grünanlage                                | | 40452147 | BW             |
| Kaiserbleek 8 51° 54′ 8″ N, 10° 25′ 38″ O  | ehem. Kaiserbleek-Kaserne                 | | 36595571 |                |